# Torigea straminea
Torigea straminea är en fjärilsart som beskrevs av Moore 1877. Torigea straminea ingår i släktet Torigea och familjen tandspinnare. Inga underarter finns listade i Catalogue of Life.